# Meier (Familienname)

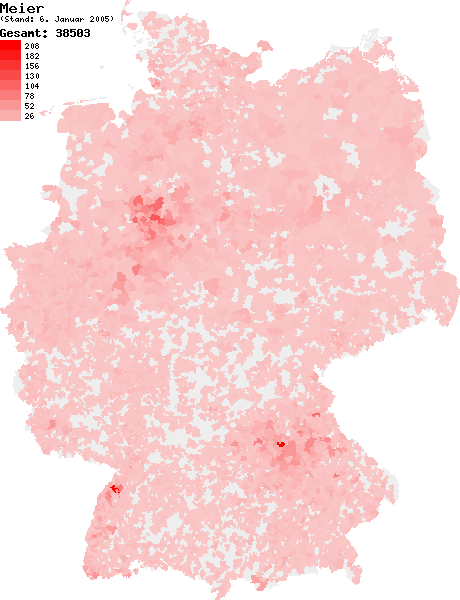
Verteilung des Namens Meier in Deutschland (2005)

Meier und seine Varianten sind Familiennamen des deutschen Sprachraumes.

## Herkunft und Bedeutung

### Der Name lateinisch-altdeutscher Herkunft
Ein Meier (lateinisch maior oder maius „größer, stärker, bedeutender“, mittelhochdeutsch meier, meiger „Gutsverwalter, der im Auftrag des Grundherrn die Aufsicht über die Bewirtschaftung der Güter führt“, daneben auch „Großbauer“) war ursprünglich ein Verwalter. Es gab den Hausmeier (maior domus) im feudal-politischen Bereich und auf dem Land den Gutsverwalter. Das Wort in letzterer Bedeutung fand sich später auch reduziert auf den Pächter eines bäuerlichen Landgutes, verallgemeinert auf die Bedeutung „Bauer“ überhaupt oder spezifiziert auf die Bedeutung „Dorfvorsteher“.
Vom Pächter ging die Bezeichnung auf das bäuerliche Gut über (Meierei). Das Meierrecht ist belegt seit 1290 und bedeutet das örtlich spezifische Besitz- und Verwaltungsrecht der in Verwaltung gegebenen Höfe.
Das englische mayor und das französische maire gehen auf denselben lateinischen Wortursprung zurück.

### Der Name hebräisch-jüdischer Herkunft
Im (deutschen) Judentum entwickelte sich im 18. Jahrhundert, als alle Juden verpflichtet wurden, zwecks besserer Zuordnung ebenfalls Nachnamen anzunehmen, der Familienname Meier (in unterschiedlichen regionalen Schreibweisen) aus dem jüdischen Vornamen Meir (hebräisch ‚erleuchtet‘, eigentlich Meïr umgeschrieben). So wurde aus einem doppelten Vornamen wie Elias Meir einfach der Vor- und Zuname Elias Mayer.

## Varianten
Der Name Meier gehört zu den häufigsten Familiennamen im deutschen Sprachraum.
Allein zur Schreibweise Meyer gab es in den Telefonbüchern 2005 in Deutschland über 100.000 Einträge (Platz 5), mit allen Varianten waren es ungefähr 260.000:
- Meyer (100.638)
- Meier (44.996)
- Maier (40.246)
- Mayer (39.217)
- Mayr (8.105)
- Mair (2.665)
- Meir (1.061)
- Majer (885)
- Meyr (653)
- Meijer (191)
- Mejer (49)
- Maiers (30)
- Maijer (13)
- Maihr (7)
- Maiyer (2)
- Meiyer (2)
- Myer
- Mayers
- Meiering
- Meyering
- Meiers
- Meyers
- Myers
- Mayring
- Meyrink
- Meyerson

Stand: Herbst 2002 (Meijer, Maijer: Winter 2005)

## Verbreitung
Die Schreibungen Mayer und Maier sind vor allem im südwestlichen deutschen Sprachraum verbreitet, insbesondere in Baden-Württemberg, während die Varianten mit „e“ eher im niederdeutschen Sprachraum im Norden zu finden sind. In der Schweiz gibt es 32.856 Personen mit dem Familiennamen Meier, gefolgt von 17.538 Personen mit dem Namen Meyer, was sie zu den zweithäufigsten beziehungsweise achthäufigsten Familiennamen der Schweiz macht.
Im Vorderglied zusammengesetzten Familiennamen mit Hinterglied -meier, -meyer, die unter anderem in der Region Osnabrück bis Ostwestfalen sowie in Teilen der Schweiz entstanden sind, steckt häufig eine Örtlichkeitsbezeichnung oder eine sonstige nähere Charakterisierung, mittels derer ein ursprünglicher Namensträger näher identifiziert werden konnte. Beispiele hierfür sind Bergmeier, Brinkmeier, Clausmeyer, Dannmeier, Furlenmeier, Grillmaier, Grönemeyer, Haslimeier, Händlmaier, Hofmeier, Hörnschemeyer, Kottmeier, Kurzmeier, Langmeier, Mittermeier, Nestmeyer, Niedermayer, Nullmeier, Obermeier, Ostermeyer, Sandmeier, Schäfermeier, Scheuermeier, Sedlmayr, Steigmeier, Stiglmaier, Sundermeier, Waldmeier, Westermeier, Wiedenmeier. Darüber hinaus kann er eine Zusammensetzung auch auf eine Amtsausübung hinweisen wie zum Beispiel bei dem Namen Stühlmeyer oder Meyer zum Stuhle auf die Ausübung des Richteramtes (Richterstuhl). Ein Kirchmeier wiederum war ursprünglich der Verwalter der Güter einer Pfarrei.
Der Name hat durch Auswanderung auch außerhalb des deutschen Sprachraums Verbreitung gefunden. Im englischen Sprachraum gibt es gleichbedeutend zum deutschen Meier, allerdings weniger verbreitet, die Namensversion Major (englisch mayor „Bürgermeister, Schultheiß“). Weitaus häufiger verbreitet ist im angelsächsischen Raum hingegen der Name Stewart bzw. Steward, der aus dem Altenglischen stigweard abgeleitet die gleiche Wortbedeutung als Hofverwalter hat und dort diese Funktion innehatte.

## Meier-Loch
Das Meier-Loch beschreibt das Phänomen, dass bei der geographischen Verteilung des Namens Meier in all seinen Schreibweisen in Deutschland der Name in Mitteldeutschland kaum auftritt. Grund für das  Meier-Loch ist, dass in der Mitte Deutschlands dieser Hofverwalter den Namen Hof(f)mann trug.

## Namensträger

### A
- Adalbert Meier (1926–2021), deutscher katholischer Kirchenmusiker
- Adolf Meier (Zeichner) (1808–1896), deutscher Lehrer und Zeichner
- Adolf Meier (Politiker) (1868–1920), deutscher Konditor und lippischer Landtagsabgeordneter
- Al Meier (* 1954), Schweizer Maler und Gestalter
- Albert Meier (Winzer) (1896–1964), Schweizer Winzer und Politiker
- Albert Meier (Ökonom) (1906–1974), deutscher Wirtschaftsprüfer, Ökonom und Hochschullehrer
- Albert Meier (Politiker), deutscher Politiker (SPD/SED)
- Albert Meier (Radsportler, 1927) (1927–2017), Schweizer Radrennfahrer
- Albert Meier (Radsportler, 1932) (* 1932), Schweizer Radrennfahrer
- Albert Meier (Germanist) (* 1952), deutscher Germanist und Hochschullehrer
- Alex Meier (Fußballspieler, 1951) (* 1951), deutscher Fußballspieler (VfR Mannheim)
- Alex Meier (Alexander Meier; * 1983), deutscher Fußballspieler (u. a. Eintracht Frankfurt)
- Alexander Meier-Dörzenbach (* 1971), deutscher Dramaturg und Amerikanist
- Alfons Meier-Böhme (1897–1969), deutscher Komponist, Dirigent und Musikpädagoge
- Alfred Meier (Fußballspieler), deutscher Fußballspieler
- Alfred Meier (Mediziner) (1923–2000), Schweizer Chirurg
- Alfred Meier (Ökonom) (1937–2022), Schweizer Ökonom und Hochschullehrer
- Alfred Meier (Fechter), deutscher Fechter
- Alfred Meier (Jurist) (1932–1991), deutscher Jurist und Anwalt
- Alfred Meier (Judoka) (1941–2020), deutscher Judoka
- Alfred Meier (Schauspieler), Schauspieler
- Alina Meier (* 1996), Schweizer Skilangläuferin
- Anaïs Meier (* 1984), Schweizer Schriftstellerin
- André Meier (Regisseur) (* 1960), deutscher Regisseur
- André Meier (Fussballspieler) (* 1965), Schweizer Fußballspieler
- André Meier (Volleyballspieler) (1996–2020), deutscher Volleyballspieler
- Andrea Meier (* 1970), Schweizer Autorin, Filmemacherin und Fernsehmoderatorin
- Andreas Meier (Informatiker) (* 1951), Schweizer Wirtschaftsinformatiker und Hochschullehrer
- Andreas Meier (Theologe) (* 1954), deutscher Theologe und Kirchenhistoriker
- Andreas Meier (Politiker, 1962) (* 1962), Schweizer Politiker
- Andreas Meier (Politiker) (* 1977), deutscher Kommunalpolitiker (CSU)
- Andreas Alfred Meier (* 1949), Schweizer Kunsthistoriker und Publizist
- Angelika Meier (* 1968), deutsche Literaturwissenschaftlerin und Schriftstellerin
- Änne Meier (1896–1989), deutsche Volksschullehrerin und Fürsorgerin
- Anne-Gudrun Meier-Scherling (1906–2002), deutsche Juristin
- Annemarie Sylvia Meier (* 1957), deutsche Schachspielerin
- Annika Meier (* 1981), deutsche Schauspielerin
- Antje Meier (* 1982), deutsche Fußballspielerin
- Armin Meier (Politiker) (1941–1999), liechtensteinischer Heilpädagoge und Politiker
- Armin Meier (Schauspieler) (1943–1978), deutscher Schauspieler
- Armin Meier (Radsportler) (* 1969), Schweizer Radrennfahrer
- Arnd Meier (* 1973), deutscher Autorennfahrer
- Arnold Meier (Verleger) (1892–1957), Schweizer Jurist und Verleger
- Arnold Meier (1914–1993), Schweizer Langstreckenläufer
- Arthur Meier (Ingenieur) (1891–1952), Schweizer Straßen- und Brückenbauingenieur
- Arthur Meier (Skilangläufer) (1925–2016), liechtensteinischer Skilangläufer
- Arthur Meier-Hayoz (1922–2003), Schweizer Rechtswissenschafter
- Artur Meier (1932–2025), deutscher Soziologe und Hochschullehrer
- Astrid Meier (* 1962), deutsche Islamwissenschaftlerin
- August Meier (Politiker) (1885–1976), deutscher Politiker (SPD)
- August Meier (SS-Mitglied) (1900–1960), deutscher SS-Obersturmbannführer
- August Meier-Böke (1901–1956), deutscher Lehrer und Heimatforscher

### B
- Barbara Meier (Curlerin) (* 1962), Schweizer Curlerin
- Barbara Meier (Malerin) (* 1964), deutsche Malerin
- Barbara Meier (Leichtathletin) (* 1974), deutsche Leichtathletin, Siebenkämpferin
- Barbara Meier (* 1986), deutsches Fotomodell und Mannequin
- Barry Meier (* 1949), US-amerikanischer Journalist und Autor
- Barthold Meier (Bartholomäus Meier; 1644–1714), deutscher evangelischer Theologe, siehe Bartholomäus Meyer (Generalsuperintendent)
- Bartholomäus Meier (1528–1600), deutscher evangelischer Theologe
- Beat H. Meier (* 1954), Schweizer Chemiker
- Beno Meier (* 1949), Schweizer Altphilologe und Schriftsteller
- Bernadette Meier-Brändle (* 1972), Schweizer Leichtathletin
- Bernd Meier (Politiker) (1944–2005), deutscher Politiker
- Bernd Meier (Technikdidaktiker) (* 1951), deutscher Technikdidaktiker
- Bernd Meier (Fußballspieler) (1972–2012), deutscher Fußballtorwart
- Bernd-Dieter Meier (* 1955), deutscher Jurist und Kriminologe
- Bernhard Meier (Musikwissenschaftler) (1923–1993), deutscher Musiker und Musikwissenschaftler
- Bernhard Meier (Didaktiker) (* 1944), deutscher Germanist und Sprachdidaktiker
- Bernhard Meier (Mediziner) (* 1950), Schweizer Kardiologe
- Berthold Meier († 1465/67), Abt des Aegidienklosters in Braunschweig
- Bertram Meier (* 1960), deutscher römisch-katholischer Theologe, Bischof von Augsburg
- Bettina Meier-Augenstein (* 1976), deutsche Politikerin (CDU), MdL
- Birte Meier (* 1971), deutsche Journalistin und Fernsehautorin
- Bodo Meier (* 1949), deutscher Maler und Pädagoge
- Brigitte Meier-Hussing, deutsche Historikerin und Mitglied des Verfassungsgerichtshofs Rheinland-Pfalz
- Bruno Meier (Künstler) (1905–1967), Schweizer Künstler
- Bruno Meier (* 1962), Schweizer Historiker und Kulturmanager
- Burkhard Meier (Verleger) (1885–1946), deutscher Kunsthistoriker und Verleger
- Burkhard Meier (Komponist) (1943–2001), deutscher Musikpädagoge und Komponist

### C
- Carl Meier (Maler) (1814–1891), deutscher Maler, Zeichner, Restaurator und Lithograf
- Carl Alfred Meier (1905–1995), Schweizer Arzt und Psychoanalytiker
- Carlo Meier (* 1961), Schweizer Journalist und Schriftsteller
- Carola Meier-Seethaler (1927–2022), deutsch-schweizerische Philosophin und Psychotherapeutin
- Charitas Meier (1933–2020), Schweizer Ordensschwester, Äbtissin von Frauenthal
- Christa Meier (1941–2024), deutsche Politikerin, Oberbürgermeisterin von Regensburg
- Christel Meier-Staubach (* 1942), deutsche Klassische Philologin
- Christian Meier (Politiker) (1889–1959), Schweizer Politiker (SP)
- Christian Meier (* 1929), deutscher Althistoriker
- Christian Meier (Fußballspieler) (* 1964), deutscher Fußballspieler
- Christian Meier (Künstler) (Christiano di Piccenini; 1968–2020), deutscher Maler, Illustrator und Bildhauer
- Christian Meier (Schauspieler) (* 1970), peruanischer Schauspieler
- Christian Meier (Journalist) (* 1971), deutscher Journalist
- Christian Meier (Radsportler) (* 1985), kanadischer Radrennfahrer
- Christian August Meier-Windhorst (1913–1975), deutscher Ingenieur und Unternehmer
- Christian J. Meier (* 1968), deutscher Physiker, Journalist und Schriftsteller
- Christian J. Meier-Schatz (* 1950), Schweizer Jurist
- Christiane Meier (* 1956), deutsche Fernsehjournalistin und -moderatorin
- Christina Meier-Höck (* 1966), deutsche Skirennläuferin
- Christina Schmidlin-Meier (1923–2011), Schweizer Politikerin
- Christine Meier (geborene Christine Hüni; * 1986), Schweizer Eishockeyspielerin
- Christoph Meier (Reiter) (* 1952), Schweizer Vielseitigkeitsreiter
- Christoph Meier (Unihockeyspieler) (* 1991), Schweizer Floorballspieler
- Christoph Meier (Schwimmer) (* 1993), Liechtensteiner Schwimmer
- Christoph Meier-Zwicky (* 1950), Schweizer Mediziner und Tierfotograf
- Christoph Ulrich Meier (* 1968), deutscher Dirigent
- Claude Meier (* 1964), Schweizer Divisionär
- Claudia Sabine Meier (* 1968), Schweizer Aktivistin
- Claus Meier (Architekt) (1932–2015), deutscher Architekt und Hochschullehrer
- Claus Meier (Mediziner) (1940–1994), Schweizer Neurologe
- Claus Meier-Brook (1934–2018), deutscher Malakologe
- Cord Meier-Klodt (* 1958), deutscher Diplomat
- Cordula Meier (* 1960), deutsche Kunst- und Designwissenschaftlerin

### D
- Daniel Meier (Fussballspieler) (* 1957), liechtensteinischer Fußballspieler
- Daniel Meier (Eishockeyspieler) (* 1972), Schweizer Eishockeyspieler
- Daniel Meier (Skirennläufer) (* 1993), österreichischer Skirennläufer
- Daniel Eduard Meier (1812–1873), deutscher Arzt
- Damian Meier (* 1974), Schweizer Politiker, Regierungsrat Schwyz
- David Meier (Theologe) (1572–1640), auch: David Meyer, deutscher Theologe, Schriftsteller und Historiker
- David Meier (Musiker) (* 1985), Schweizer Jazz- und Improvisationsmusiker
- David Meier (Schauspieler) (* 1996), deutscher Schauspieler
- Detlev Meier (Ratsherr) (15. Jahrhundert), Ratsherr der Hansestadt Lübeck
- Detlev Meier (Theologe) (1582–1653), deutscher lutherischer Theologe und Geistlicher
- Diederich Meier (Politiker, 1748) (1748–1802), deutscher Jurist, Politiker und Bremer Ratsherr
- Diederich Meier (Politiker, 1787) (1787–1857), deutscher Jurist, Politiker und Bremer Ratsherr
- Diedrich Meier  (1899–1972), deutscher Politiker, Bremer Bürgerschaftsabgeordneter (SPD)
- Dieter Meier (* 1945), Schweizer Künstler
- Dieter P. Meier-Lenz (1930–2015), deutscher Lyriker und Herausgeber
- Dietrich Meier (* 1950), deutscher Holzwissenschaftler
- Dirk Meier (Prähistoriker) (* 1959), deutscher Prähistoriker
- Dirk Meier (Radsportler) (* 1964), deutscher Radrennfahrer
- Dirk Meier (Schauspieler) (* 1973), deutscher Schauspieler
- Dominic Meier (* 1976), Schweizer Eishockeyspieler
- Dominicus Meier (* 1959), deutscher Ordensgeistlicher, Bischof von Osnabrück
- Doreen Meier (* 1968), deutsche Fußballspielerin und -trainerin

### E
- Eberhard Meier (1909–1964), deutsch-chilenischer Bergsteiger
- Edgar Meier (1927–2022), deutscher Verkehrswissenschaftler
- Edmund Meier-Oberist (1896–1979), deutscher Kunsthistoriker
- Eduard Meier (1796–1855), deutscher Klassischer Philologe, siehe Moritz Hermann Eduard Meier
- Eduard Meier (Ingenieur) (1834–1899), deutscher Ingenieur und Erfinder
- Eduard Meier zur Kapellen (1868–1945), deutscher Theologe
- Eduard Meier-Menzel (1887–1958), deutscher Bassist, Musikpädagoge und Komponist
- Eduard Albert Meier (Billy; * 1937), Schweizer Bauer und UFO-Kontaktperson
- Elias Meier (* 1996), Schweizer Umweltschützer, Windkraftgegner und Jungpolitiker
- Else Meier (1901–1933), deutsche Politikerin
- Emanuel Meier (1746–1817), badischer Beamter und Politiker
- Emerenz Meier (1874–1928), deutsche Schriftstellerin
- Emil Meier (1909–1990), deutscher Kommunist und NS-Opfer
- Emil Meier-Braun (1876–1930), Schweizer Architekt
- Emile Meier (1865–1947), Schweizer Geodät
- Erhard Meier (* 1939), österreichischer Politiker (SPÖ)
- Erich Meier (NS-Opfer) (1910–1933), deutsches NS-Opfer
- Erich Meier (Fußballspieler) (1935–2010), deutscher Fußballspieler
- Ernst von Meier (1832–1911), deutscher Rechtswissenschaftler
- Ernst Meier (Medienwissenschaftler) (1893–1965), deutscher Volkswirt und Zeitungswissenschaftler
- Ernst Meier (Politiker, I), deutscher Politiker (KPD), MdL Freistaat Lippe
- Ernst Meier (Politiker, 1897) (1897–1979), Schweizer Politiker und Gewerkschafter
- Ernst Meier (Radsportler), Schweizer Radsportler
- Ernst Meier (Leichtathlet) (1913–nach 1946), Schweizer Marathonläufer
- Ernst Meier-Appenzell (1885–1940), Schweizer Architekt
- Ernst Meier-Hedde (Reeder) (1913–1994), deutscher Reeder und Verbandsfunktionär
- Ernst Meier-Niedermein (1869–1952), deutscher Maler
- Ernst-Christoph Meier (* 1956), deutscher Politikwissenschaftler und Ministerialbeamter
- Ernst Heinrich Meier (1813–1866), deutscher Orientalist und Erzählforscher
- Ernst Julius Meier (1828–1897), deutscher Theologe
- Erwin Ernst Wilhelm Meier (1937–2007), deutscher Komponist und Schulmusiker
- Esther Meier (* 1965), deutsche Kunsthistorikerin
- Eugen Meier (Fussballspieler) (1930–2002), Schweizer Fußballspieler
- Eugen Meier (Komponist) (* 1934), Schweizer Komponist und Kapellmeister
- Eugen A. Meier (1933–2004), Schweizer Politiker, Sportfunktionär und Autor
- Eva Meier (Sängerin), deutsche Sängerin und Schauspielerin
- Eva Meier (Schauspielerin) (* 1975), deutsche Schauspielerin
- Evelyne Meier, Schweizer Basketballspielerin

### F
- Fabian Meier (* 1994), deutscher Kinderdarsteller und Schauspieler
- Felix Meier (1936–2019), deutscher Politiker (SED)
- Felix Meier (Physiker) (1943–1995), Physiker und Hochschullehrer
- Florian Meier (Politiker, 1987) (* 1987), Schweizer Politiker (Grüne)
- Florian Meier (Politiker, 1988) (* 1988), liechtensteinischer Politiker und Fußballspieler
- Frank Meier (* 1959), deutscher Historiker
- Frank Meier (Barkeeper) (1884–1947), französischer Barkeeper
- Franz Meier (Pfarrer) (1688–1752), Schweizer Geistlicher
- Franz Meier (Politiker) (1924–2015), liechtensteinischer Politiker (VU)
- Franz Meier (Maler) (1933–2020), deutscher Maler
- Franz Meier (Leichtathlet) (* 1956), Schweizer Hürdenläufer
- Franz Meier (Anglist) (1958–2011), deutscher Anglist und Germanist
- Friedrich Meier (Buchdrucker) († 1782), deutscher Buchdrucker
- Friedrich Meier (Maler) (1785–1815), deutscher Maler
- Friedrich Meier (Orgelbauer) (1913–1978), deutscher Orgelbauer
- Friedrich Meier (Politiker) (1924–1975), deutscher Politiker (SPD)
- Friedrich Meier-Greve (1899–1986), deutscher Bankdirektor
- Friedrich Gottlieb Meier (1715–1791), deutscher Mediziner und Hofarzt in Hannover
- Friedrich Karl Meier (1808–1841), deutscher evangelischer Theologe und Hochschullehrer
- Fritz Meier (1912–1998), Schweizer Islamwissenschaftler
- Fritz Meier-Kuenzi (1898–1978), Schweizer Architekt

### G
- Gaby Meier (* 1959), Schweizer Leichtathletin (Hochsprung, Weitsprung)
- Gebhardt Theodor Meier (auch Gebhard Theodor Meyer; 1633–1693), deutscher Ethnologe und evangelischer Theologe
- Georg Meier, bekannt als Georg Major (1502–1574), deutscher lutherischer Theologe
- Georg Meier (Rennfahrer) (1910–1999), deutscher Automobil- und Motorradrennfahrer
- Georg Meier (Schriftsteller) (* 1947), deutscher Schriftsteller
- Georg Meier (Schachspieler) (* 1987), deutsch-uruguayischer Schachspieler
- Georg Friedrich Meier (Philosoph) (1718–1777), deutscher Philosoph
- Georg Friedrich Meier (Sprachwissenschaftler) (1919–1992), deutscher Sprachwissenschaftler
- Gerhard Meier (Pädagoge) (1616–1695), deutscher Pädagoge
- Gerhard Meier (Superintendent) (1664–1723), deutscher Lehrer und Superintendent
- Gerhard Meier (Lepidopterologe) (1911–nach 1989), deutscher Chemiker und Schmetterlingskundler
- Gerhard Meier (Assyriologe) (1913–1945), deutscher Assyriologe
- Gerhard Meier (Schriftsteller) (1917–2008), Schweizer Schriftsteller
- Gerhard Meier-Hilbert (1943–2024), deutscher Geograph und Hochschullehrer
- Gerhard Meier-Reutti (1933–2006), deutscher Pfarrer, Theologe und Hochschullehrer für Christliche Publizistik
- Gertrud Meier-Ahrens (1894–1944), deutsche Ärztin und Mensendieck-Lehrerin (in Auschwitz ermordet)
- Gottfried Meier (1925–1991), Schweizer Maler, Grafiker und Restaurator
- Gottlieb Meier (1878–1957), Schweizer Politiker (SP)
- Guido Meier (* 1948), liechtensteinischer Rechtsanwalt und Politiker (FBP)
- Günter Meier (* 1937), deutscher Architekt und Fotograf
- Günther Meier (1941–2020), deutscher Boxer
- Gustav Meier (1929–2016), Schweizer Dirigent und Musikpädagoge

### H
- Hannes Meier (1936–1990), deutscher Maler und Grafiker
- Hanns Meier (1903–1996), deutscher Architekt
- Hans Meier (Ingenieur) (1876–1935), Schweizer Bauingenieur
- Hans Meier (Politiker, 1879) (1879–1964), deutscher Politiker (DNF), MdL Bayern
- Hans Meier (Architekt) (1907–1970), Schweizer Architekt
- Hans Meier (Ornithologe) (1910–1992), Schweizer Elektrotechniker und Ornithologe
- Hans Meier (Künstler) (1910–2002), Schweizer Maler, Zeichner und Bildhauer
- Hans Meier (Politiker, 1913) (1913–2001), deutscher Politiker (LDPD), Oberbürgermeister von Jena
- Hans Meier (Widerstandskämpfer) (1914–2000), deutscher Widerstandskämpfer und Schriftsteller
- Hans Meier (Fußballspieler) (1920–??), deutscher Fußballspieler
- Hans Meier (Botaniker) (* 1928), Schweizer Botaniker und Hochschullehrer
- Hans Meier (Politiker, 1933) (* 1933), Schweizer Politiker (SVP, Grüne, GLP)
- Hans Meier (Rennfahrer, 1946) (* 1946), österreichischer Automobilrennfahrer
- Hans Meier-Branecke (1900–1981), deutscher Jurist und Richter
- Hans Meier zu Eissen (1930–2018), deutscher Sammler und Autor
- Hans Meier-Küpfer (1945–2013), Schweizer Botaniker
- Hans Meier-Ott (1920–2008), Schweizer Unternehmer und Politiker (CVP)
- Hans Meier-Rudin (Pilatus; 1911–2002), Schweizer Meteorologe
- Hans Meier-Welcker (1906–1983), deutscher Offizier
- Hans Eduard Meier (1922–2014), Schweizer Typograf
- Hans Georg Meier (1918–2001), Schweizer Fotograf und Kaufmann
- Hans Heinrich Meier (1924–2021), Schweizer Literaturwissenschaftler
- Hansheinrich Meier-Peter (* 1939), deutscher Schiffsbetriebstechniker und Hochschullehrer
- Hans-Jürg Meier (1964–2015), Schweizer Komponist und Blockflötist
- Hans Peter Meier-Baumgartner (* 1945), Schweizer Mediziner und Gerontologe
- Hans-Peter Meier-Dallach (* 1944), Schweizer Kurator, Publizist und Kultursoziologe
- Hans-Rudolf Meier (* 1956), deutsch-schweizerischer Kunsthistoriker und Hochschullehrer
- Hans-Ulrich Meier (* 1938), deutscher Strömungsmechaniker
- Hans-Willi Meier (* 1944), deutscher Politiker (CDU), Bürgermeister von Frechen
- Harald Meier (Zoologe) (1922–2007), deutscher Zoologe
- Harald Meier (Ökonom) (* 1957), Ökonom und Hochschullehrer
- Harri Meier (1905–1990), deutscher Romanist und Etymologe
- Heiko Meier (1961–2025), deutscher Fußballspieler
- Heinrich Meier (Politiker, 1609) (1609–1676), deutscher Jurist, Politiker und Bürgermeister von Bremen
- Heinrich Meier (Politiker, II), deutscher Politiker, Bürgermeister von Bremen
- Heinrich Meier (Historiker) (1842–1923), deutscher Offizier und Lokalhistoriker
- Heinrich Meier (Politiker, 1898) (1898–1972), deutscher Politiker (CSU)
- Heinrich Meier (SS-Mitglied) (1910–1989), deutscher SS-Hauptscharführer und Blockführer im KZ Sachsenhausen
- Heinrich Meier (Politiker, 1916) (1916–1989), deutscher Politiker (NDPD)
- Heinrich Meier (Philosoph) (* 1953), deutscher Philosoph
- Heinrich Meier-Dotta (1834–1912), Schweizer Industrieller
- Heinrich Meier-Kummer (1865–1945), Schweizer Drucker und Verleger
- Heinrich Meier-Peter (1838/1839–1917), deutscher evangelischer Geistlicher und Superintendent
- Heinrich Meier-Wunderli (1920–2009), Schweizer Mathematiker
- Heinrich Christian Meier (1905–1987), deutscher Schriftsteller und Astrologe
- Heinz Meier (Gewerkschafter) (1913–1991), deutscher Gewerkschafter (FDGB)
- Heinz Meier (Schauspieler) (1930–2013), deutscher Schauspieler
- Heinz Meier zu Köcker (* 1931), deutscher Ingenieur, Physiker und Hochschullehrer
- Heinz Rudolf Meier (* 1940), deutscher Organist und Chorleiter
- Helen Meier (1929–2021), Schweizer Schriftstellerin
- Helin Meier (* 1992), estnische Leichtathletin
- Helmut Meier (Botaniker) (?–1934), Schweizer Botaniker
- Helmut Meier (Germanist) (1897–1973), deutscher Lehrer und Germanist
- Helmut Meier (Beamter) (1926–2015), deutscher Beamter und Direktor der Bundesanstalt Technisches Hilfswerk (THW)
- Helmut Meier (Historiker) (* 1934), deutscher Historiker
- Henri B. Meier (* 1936), Schweizer Unternehmer
- Herbert Meier (Lepidopterologe) (1919–1977), österreichischer Schmetterlingskundler und -sammler
- Herbert Meier (Autor) (1928–2018), Schweizer Schriftsteller
- Herbert Meier (Leichtathlet) (* 1934), deutscher Geher
- Herbert Meier (Herausgeber), Schweizer Politiker (SVP) und Herausgeber
- Heribert Meier (1940–2001), deutscher Politiker
- Hermann Meier (Bürgermeister) (1873–nach 1952), deutscher Winzer und Politiker
- Hermann Meier, Spottname von Hermann Göring (1893–1946), deutscher Politiker (NSDAP)
- Hermann Meier (Komponist) (1906–2002), Schweizer Komponist
- Hermann Meier (Polizist) (1911–2000), liechtensteinischer Polizeibeamter
- Hermann Meier (Rennrodler), deutscher Rennrodler
- Hermann Meier-Cronemeyer (1932–1995), deutscher Volkswirt und Soziologe
- Hermann Diedrich Meier (1898–1958), deutscher Lehrer, DJH- und NSDAP-Funktionär
- Hermann G. Meier (* 1939), deutscher Bauingenieur
- Hermann Henrich Meier (1809–1898), deutscher Unternehmer und Politiker (NLP)
- Hermann Henrich Meier junior (1845–1905), deutscher Unternehmer, Jurist und Kunstmäzen
- Hildegard Meier-Schöpfer (* 1958), Schweizer Politikerin (FDP)
- Horst Meier (Agent) (1925–2016), deutscher Agent und Künstler
- Horst Meier (Feuerwehrmann) (1929–1994), deutscher Feuerwehrmann
- Horst Meier (Autor) (* 1954), deutscher Autor und Jurist
- Hubert Meier-Sökefeld (Deutschland-Meier; 1906–1962), deutscher Maler und Architekt
- Hugo Meier-Thur (1881–1943), deutscher Graphiker und Maler

### I
- Isaak Meier (* 1950), Schweizer Jurist und Hochschullehrer britischer Herkunft
- Isabel Meier (* 1966), schweizerische Filmeditorin

### J
- Jakob Meier (Abt) (1548–1599), Schweizer Benediktinermönch
- Jakob Meier (Maler) (1859–1932), Schweizer Maler
- Jakob Meier (Politiker) (1880–nach 1925), deutscher Politiker (SPD)
- Jakob Emil Meier-Braun (1876–1930), Schweizer Architekt
- Jan Meier (* 1969), deutscher Bühnen- und Kostümbildner
- Jan-Eric Meier (* 1994), deutscher Schauspieler
- Jean Meier (1881–1946), Schweizer Buchhändler und Solothurner Nationalrat
- Jeanette Macchi-Meier (* 1973), schweizerische Moderatorin und Sängerin
- Jennifer Meier (* 1981), deutsche Fußballspielerin
- Jens Meier (* 1966), deutscher Manager und Fußballfunktionär
- Jens Meier-Hedde (1942–2019), Bremer Bürgerschaftsabgeordneter (CDU) und Reeder
- Joachim Meier (1661–1732), deutscher Schriftsteller
- Johann Meier (Baumeister) († 1621), deutscher Baumeister
- Johann Meier (Politiker, I), Schweizer Politiker, Stadtpräsident von Olten
- Johann Meier (Politiker, 1810) (1810–1858), Schweizer Politiker, Regierungsrat in Zug
- Johann Meier (Geistlicher) (1923–1992), deutscher Priester und Pädagoge
- Johann Meier (Maler) (* 1944), deutscher Maler und Zeichner
- Johann Christian Meier (1732–1815), deutscher Pädagoge, Pfarrer und Schriftsteller
- Johann Daniel Meier (1804–1871), deutscher Jurist und Politiker, Bürgermeister von Bremen
- Johann Heinrich Meier (Rechtswissenschaftler) (1643–1729), deutscher Rechtswissenschaftler, Verwaltungsjurist und Hochschullehrer
- Johann Heinrich Meier (Pädagoge) (1778–1860), deutscher Pädagoge
- Johanna Meier-Michel (1876–1945), österreichische Bildhauerin und Kunstgewerblerin
- Johannes Meier (Architekt) (1871–1956), Schweizer Architekt
- Johannes Meier (Theologe) (* 1948), deutscher Theologe
- Johannes Meier (Fußballspieler) (* 1984), deutscher Fußballspieler
- Johannes Meier (Politiker) (* 1989), deutscher Politiker (AfD), Landtagsabgeordneter in Bayern
- Johannes Hofstetter-Meier (1838–1902), Schweizer Stickereifabrikant und Regierungsrat
- John Meier (1864–1953), deutscher Germanist und Volkskundler
- John Meier (Geistlicher) (1942–2022), US-amerikanischer Priester und Bibelforscher
- Jonas Meier (Regisseur) (* 1978), Schweizer Filmregisseur
- Jonas P. Meier (1857–1946), deutscher Kunsthistoriker, Pädagoge, Archäologe, Museumsdirektor und Numismatiker, siehe Paul Jonas Meier
- Jonathan  Meier (* 1999), deutscher Fußballspieler
- Jörg Otto Meier (* 1950), deutscher Fotograf
- Josef Meier (Politiker, I), Schweizer Politiker, Stadtpräsident von Olten
- Josef Meier (Missionar) (1874–1945), deutscher Missionar und Ethnologe
- Josef Meier (Politiker, 1901) (1901–1959), liechtensteinischer Politiker (FBP)
- Josef Meier-Zwyer (1879–1966), Schweizer Botaniker und Mathematiklehrer
- Josef Peter Meier-Scupin (* 1953), deutscher Architekt
- Josi Meier (1926–2006), Schweizer Politikerin (CVP)
- Jost Meier (1939–2022), Schweizer Dirigent und Komponist
- Julia Meier (* 1985), deutsche Fußballspielerin
- Julius Meier (Politiker) (1874–1937), US-amerikanischer Politiker
- Julius Meier-Graefe (1867–1935), deutscher Kunsthistoriker und Schriftsteller
- Jürg Meier, bekannt als Jürgmeier (* 1951), Schweizer Publizist und Schriftsteller
- Jürgen Meier (* 1938), deutscher Germanist
- Jürgen Meier-Beer (* 1950), deutscher Fernsehredakteur
- Jürgen Meier-Sydow (* 1928), deutscher Internist, Pneumologe und Hochschullehrer
- Justus Meier (1566–1622), deutscher Rechtswissenschaftler und Hochschullehrer

### K
- Kai-Steffen Meier (* 1983), deutscher Vielseitigkeitsreiter
- Karin Meier (* um 1980), Schweizer Jazzmusikerin
- Karl Meier (Politiker, 1867) (1867–1944), deutscher Politiker (DVP), MdL Preußen
- Karl Meier (Autor) (auch Karl Meier-Lemgo; 1882–1969), deutscher Philologe, Heimatforscher, Schriftsteller und Zeichner
- Karl Meier (Schauspieler) (1897–1974), Schweizer Schauspieler, Herausgeber und Autor
- Karl Meier (Politiker, 1902) (1902–1989), deutscher Politiker (KPD), MdR und MdL Schaumburg-Lippe
- Karl Meier (Fußballspieler) (* 1976), deutscher Fußballspieler
- Karl Meier-Gesees (1888–1960), deutscher Lehrer, Heimatforscher und Heimatschriftsteller
- Karl Hänecke-Meier (vor 1924–1995), Schweizer Jurist und Genealoge
- Karl Heinrich Adolf Meier (1808–1896), deutscher Lehrer und Zeichner, siehe Adolf Meier (Zeichner)
- Karl-Heinz Meier (1931–2023), deutscher Heimatforscher
- Karlheinz Meier (1955–2018), deutscher Experimentalphysiker
- Karl-Heinz Meier-Braun (* 1950), deutscher Journalist und Autor
- Karsten Meier (* 1991), deutscher Leichtathlet
- Kaspar Meier (1917–1998), Schweizer Politiker (LPS)
- Katharina Meier (* 1975), Geburtsname von Ana Nova
- Katharina Meier (Handballspielerin) (* 1998), deutsche Handballspielerin
- Katja Meier (* 1979), deutsche Politikerin (Bündnis 90/Die Grünen)
- Kersten Meier (1954–2001), deutscher Schwimmer
- Kerstin Meier (* 1975), deutsche Politikerin (Die Linke), MdL Brandenburg
- Kimena Brog-Meier (* 1987), Schweizer Eiskunstläuferin
- Klaus Meier (Verbandsfunktionär) (* 1936), deutscher Verbandsfunktionär
- Klaus Meier (Politiker, 1949) (* 1949), deutscher Gewerkschafter und Politiker (SPD)
- Klaus Meier (Soziologe) (* 1952), deutscher Wissenschaftssoziologe
- Klaus Meier (Politiker, 1960) (* 1960), deutscher Politiker (SPD), Bürgermeister von Neustadt an der Aisch
- Klaus Meier (Journalist) (* 1968), deutscher Journalist und Kommunikationswissenschaftler
- Klaus Meier, Geburtsname von Almklausi (* 1969), deutscher Unterhaltungskünstler
- Klaus Meier-Ude (* 1927), deutscher Fotograf und Bildjournalist
- Klotilde Gollwitzer-Meier (1894–1954), deutsche Ärztin und Physiologin
- Konrad Meier (Bibliothekar) (1780–1813), Stiftsbibliothekar in St. Gallen (1805–1811)
- Konrad Meier (1824–1903), Schweizer Versicherungsagent und Mundartpoet; siehe Konrad Meyer (Schriftsteller)
- Konrad Meier (Missionar) (1867–1931), Schweizer Missionar
- Konrad Meier (Maler) (1890–1962), deutscher Maler und Lithograf
- Kristen Meier (* 1991), US-amerikanische Fußballspielerin
- Kurt Meier (Agrarwissenschaftler) (1887–1959), Schweizer Agrarwissenschaftler, Lehrer und Redaktor
- Kurt Meier (Widerstandskämpfer) (1910–2008), deutscher Widerstandskämpfer
- Kurt Meier (Gewerkschafter) (1914–1985), deutscher Politiker (SED) und Gewerkschafter (FDGB)
- Kurt Meier (Mathematiker) (1924–2005), Schweizer Mathematiker
- Kurt Meier (1925–2006), Schweizer Polizist und Whistleblower, siehe Meier 19
- Kurt Meier (Kirchenhistoriker) (1927–2022), deutscher Kirchenhistoriker und Hochschullehrer
- Kurt Meier (Diplomat) (* 1930), deutscher Diplomat
- Kurt Meier (* 1953), Schweizer Sänger, Komponist und Musikproduzent, siehe Kurt Maloo
- Kurt Meier (Bobfahrer) (* 1962), Schweizer Bobfahrer
- Kurt Meier, deutscher Autor mehrerer Sparratgeber, siehe Uwe Glinka und Kurt Meier
- Kurt Meier-Boudane (1947–2014), schweizerisch-seychellischer Schachspieler

### L
- Ladina Meier-Ruge (* 1992), Schweizer Biathletin
- Lea Meier (* 2001), Schweizer Biathletin
- Leo Meier (* 1995), deutscher Schauspieler
- Leon Meier (* 2002), deutscher Volleyballspieler
- Livio Meier (* 1998), liechtensteinisch-schweizerischer Fußballspieler
- Lollo Meier (* 1962), niederländischer Jazzmusiker
- Lothar Meier (* 1941), deutscher Politiker (PDS/Die Linke)
- Lucie Meier (* 1982), Schweizer Designerin
- Lucrezia Meier-Schatz (* 1952), Schweizer Politikerin (CVP)
- Ludwig Meier (1747–1824), deutscher evangelischer Geistlicher
- Ludwig Emil Meier (1847–1919), deutscher Esperantist, Kapitän und Schriftsteller
- Luise Meier (1885–1979), deutsche Hausfrau und Gerechte unter den Völkern
- Luise Meier (Autorin) (* 1985), deutsche Philosophin
- Lutz Meier (1948–1972), Opfer der innerdeutschen Grenze, Leutnant der Grenztruppen der DDR

### M
- Manfred Meier-Preschany (1929–2014), deutscher Bankmanager; Vorstandsmitglied der Dresdner Bank AG (1973–1978)
- Mara Meier (* 1959), Schweizer Schriftstellerin
- Marco C. Meier (* 1971), deutscher Wirtschaftswissenschaftler und Hochschullehrer
- Mark Meier (1925–2012), Glaziologe
- Markus Meier (1955–2005), Schweizer Wissenschaftler
- Marlene Meier (* 2002), deutsche Leichtathletin
- Martin Meier (Politiker) (1924/1925–2002), deutscher Kommunalpolitiker (SPD)
- Martin Meier (Kirchenmusiker) (* 1961), deutscher Kantor, Organist und Kirchenmusiker
- Martin Grabher-Meier (* 1983), österreichischer Eishockeyspieler
- Matthew Meier (* 2004), deutscher Fußballspieler
- Matthias Meier (1880–1949), deutscher Philosoph und Hochschullehrer
- Max Meier (1863–1919), deutscher Unternehmer
- Max Meier (Gartenarchitekt) (1879–1939), deutscher Gartenarchitekt
- Max Meier (Radsportler) (1926–2016), Schweizer Radrennfahrer
- Maximin Maria Meier (1913–1945), deutscher Schulbruder und Märtyrer
- Menahem Meier (* 1942), US-amerikanischer Rabbiner
- Michael Meier (Verleger) (1925–2015), deutscher Kunsthistoriker und Verleger
- Michael Meier (Bischof) (1928–2022), deutscher Ordensgeistlicher, Erzbischof von Mount Hagen
- Michael Meier (Umweltaktivist) (1934–2005), deutscher Anti-Atomkraft-Aktivist
- Michael Meier (Fußballfunktionär) (* 1949), deutscher Fußballfunktionär
- Michael Meier (Journalist) (* 1955), Schweizer Journalist und Theologe
- Michael Meier, eigentlicher Name von Dominicus Meier (* 1959), deutscher Benediktiner, Weihbischof in Paderborn
- Michael Meier (Künstler, 1980) (* 1980), österreichischer Bildhauer und Objektkünstler
- Michael Meier (Künstler, 1982) (* 1982), Schweizer Fotograf
- Michael Meier-Brügger (* 1948), Schweizer Indogermanist
- Michael A. R. Meier (* 1975), deutscher Chemiker und Hochschullehrer
- Michel Meier (* um 1980), deutscher Breakdancer
- Mischa Meier (* 1971), deutscher Historiker
- Monika Meier-Schmid (* 1955), deutsche Sängerin (Sopranistin), Gesangspädagogin und Hochschullehrerin
- Moritz Meier (Musiker) (1883–1944), deutscher Musiker und Musikpädagoge
- Moritz Hermann Eduard Meier (1796–1855), deutscher Klassischer Philologe

### N
- Nicola Meier (* 1979), deutsche Journalistin
- Nicolas Meier (* 1982), deutscher Basketballspieler
- Nikolaus Meier (* 1986), deutscher Eishockeyspieler
- Norbert Meier (* 1958), deutscher Fußballtrainer

### O
- Oliver Batista-Meier (* 2001), deutscher Fußballspieler
- Ortwin Meier (auch Ortwin Meier-Hannover; 1881–1941), deutscher Numismatiker
- Otto Meier (Politiker) (1889–1962), deutscher Politiker (SPD/SED)
- Otto Meier (Architekt) (1901–1982), Schweizer Architekt
- Otto Meier (Keramiker) (1903–1996), deutscher Keramiker

### P
- Pascal Meier (* 1990), Schweizer Unihockeyspieler
- Patrick Meier (* 1976), Schweizer Eiskunstläufer
- Paul Meier (Statistiker) (1924–2011), US-amerikanischer Statistiker
- Paul Meier (Leichtathlet) (* 1971), deutscher Leichtathlet
- Paul Meier-Benneckenstein (1894–1971), deutscher Pädagoge und Politikwissenschaftler
- Paul Jonas Meier (1857–1946), deutscher Archäologe und Museumsdirektor
- Paul Louis Meier (* 1950), Schweizer Zeichner und Bildhauer
- Paul Meier (Politiker), Schweizer Politiker
- Peter Meier (Komponist) (1620–1677), deutscher Organist und Komponist
- Peter Meier (Journalist) (1944–2008), deutscher Journalist
- Peter Meier (Gitarrist) (* 1953), deutscher Konzertgitarrist und Komponist
- Peter Meier-Abt (1947–2021), Schweizer Mediziner, Pharmakologe, Toxikologe und Hochschullehrer
- Peter Meier-Beck (* 1955), deutscher Rechtswissenschaftler und Vorsitzender Richter am Bundesgerichtshof
- Peter Meier-Bergfeld (1950–2019), deutscher Journalist und Publizist
- Peter Meier-Hüsing (* 1958), deutscher Journalist, Autor und Redakteur
- Peter F. Meier (Peter Fritz Meier; * 1940), Schweizer Physiker und Hochschullehrer
- Pedro Meier (* 1941), Schweizer Künstler
- Pierre C. Meier (1948–2014), Schweizer Journalist
- Pirmin Meier (* 1947), Schweizer Autor

### R
- Ralf Meier (* 1960), deutscher Journalist und Autor
- Reiner Meier (* 1953), deutscher Politiker (CSU)
- Reinhard Meier (1946–2020), deutscher Fußballspieler
- Reinhard C. Meier-Walser (* 1957), deutscher Politikwissenschaftler
- Renate Meier (* 1947), deutsche Ministerialbeamtin
- Richard Meier (Politiker, 1878) (1878–1933), deutscher Politiker (SPD)
- Richard Meier (Volkskünstler) (1888–1964), deutscher Volkskünstler
- Richard Meier (Politiker, 1906) (1906–1982), liechtensteinischer Politiker (FBP)
- Richard Meier (Jurist) (1928–2015), deutscher Jurist und Präsident des Bundesamts für Verfassungsschutz
- Richard Meier (Architekt) (* 1934), US-amerikanischer Architekt
- Richard Meier (Pädagoge) (* 1937), deutscher Pädagoge und Hochschullehrer
- Richard Meier (Fußballspieler) (* 2004), deutscher Fußballspieler
- Richard L. Meier (1920–2007), US-amerikanischer Stadt- und Regionalplaner
- Robert Meier (* 1966), deutscher Historiker und Archivar
- Roland Meier (* 1967), Schweizer Radrennfahrer
- Rolf Meier (Chemiker) (1897–1966), deutsch-schweizerischer Chemiker und Mediziner
- Rolf Meier (Produzent), deutscher Filmproduzent
- Rolf Meier (Pädagoge) (* 1951), deutscher Pädagoge
- Rolf Meier (Handballspieler), deutscher Handballspieler
- Rudolf Meier (Maler) (1876–1958), Schweizer Zeichner und Glasmaler
- Rudolf Meier (Politiker, 1901) (1901–1961), deutscher Politiker (NSDAP), Oberbürgermeister von Heidenheim
- Rudolf Meier (Politiker, 1907) (1907–1986), Schweizer Politiker (BGB)
- Rudolf Meier (Politiker, 1926) (1926–1995), Schweizer Politiker (CVP)
- Rudolf Meier (Biologe) (* 1963), Entomologe, Evolutionsbiologe und Hochschullehrer
- Ruedi Meier (* 1949), Schweizer Ökonom, Raumplaner und Energiespezialist
- Ruth Meier (1888–1965), deutsche Malerin und Grafikerin

### S
- Samuel Meier (1532–1610), deutscher Pastor, Gelehrter und Herausgeber, siehe Samuel Meiger
- Samuel Meier (Politiker) (1948–1999), Schweizer Arzt und Politiker (LdU)
- Samuel M. Meier (Samuel M. Meier-Menches), österreichischer Chemiker
- Sascha Meier (* 1997), deutscher Politiker (Bündnis 90/Die Grünen)
- Sarah Meier (* 1984), Schweizer Eiskunstläuferin, siehe Sarah van Berkel
- Saskia Meier (* 1997), deutsche Fußballspielerin
- Sebastian Meier (1594–1664), deutscher Mediziner und Pädagoge
- Shane Meier (* 1977), US-amerikanischer Schauspieler
- Sid Meier (* 1954), kanadisch-US-amerikanischer Computerspieleentwickler
- Siegfried Meier (1924–1977), deutscher Fußballspieler
- Silke Meier (Tennisspielerin) (* 1968), deutsche Tennisspielerin
- Silke Meier (Handballspielerin) (* 1980), deutsche Handballspielerin
- Silvio Meier (1965–1992), deutscher politischer Aktivist
- Simon Meier (Unihockeytrainer) (* 1976), Schweizer Unihockeytrainer und ehemaliger -spieler
- Simon Meier (* 1990), Schweizer Unihockeyspieler
- Simon Meier-Vieracker (* 1980), deutscher Sprachwissenschaftler
- Simone Meier (Leichtathletin) (* 1965), Schweizer Leichtathletin
- Simone Meier (* 1970), Schweizer Journalistin und Schriftstellerin
- Sonja Meier (* 1964), deutsche Rechtswissenschaftlerin und Hochschullehrerin
- Stefan Meier (Politiker) (1889–1944), deutscher Politiker (SPD)
- Stefan Meier (Koch) (* 1984), deutscher Koch
- Stefan Meier (Unihockeyspieler) (* 1991), Schweizer Unihockeyspieler
- Stephan Meier (* 1966), deutscher Schlagzeuger, Dirigent und Komponist
- Stephan Meier-Oeser (* 1956), deutscher Philosoph
- Stephan R. Meier (* 1958), deutscher Hotelier und Autor
- Susanne Stöcklin-Meier (* 1940), Schweizer Spielpädagogin und Buchautorin

### T
- Theo Meier (Maler) (genannt Theomeier oder Meier aus Bali; 1908–1982), Schweizer Maler
- Theo Meier (Politiker) (Theophil Albert Meier, auch Theo Meier-Peter; 1919–2010), Schweizer Politiker (FDP)
- Theo Meier-Lippe (1907–1980), deutscher Maler und Zeichner
- Theodor Meier (Politiker) (1572–um 1658), Schweizer Politiker
- Theodor Meier (Dichter) (um 1580–??), deutscher Dichter
- Theodor Meier, eigentlicher Name von Theo Muyr (1921–2009), Schweizer Maler und Grafiker
- Thomas Meier (Archäologe) (* 1966), deutscher Archäologe
- Thomas Meier-Castel (1949–2008), deutscher Grafiker und Radierer
- Thomas D. Meier (* 1958), Schweizer Historiker
- Timo Meier (* 1996), Schweizer Eishockeyspieler
- Tino Meier (* 1987), deutscher Radrennfahrer
- Titus Meier (* 1981), Schweizer Historiker und Politiker (FDP.Die Liberalen)
- Tommy Meier (* 1959), Schweizer Jazzmusiker
- Trevor Meier (* 1973), schweizerisch-kanadischer Eishockeyspieler

### U
- Ullrich Meier (* 1955), deutscher Politiker (CDU), Mitglied des Abgeordnetenhauses von Berlin
- Ulrich Meier (Historiker) (* 1948), deutscher Historiker
- Ulrich Meier-Tesch (* 1959), deutscher Diplomat
- Urs Meier (Schiedsrichter) (* 1959), Schweizer Fußballschiedsrichter
- Urs Meier (Fussballtrainer) (* 1961), Schweizer Fußballspieler und -trainer
- Ursula Meier (* 1971), Schweizer Filmregisseurin und Schauspielerin
- Ursula Meier-Baur (* 1939), Schweizer Malerin
- Ursula Meier-Hirschi, Schweizer Autorin
- Uta Meier-Gräwe (* 1952), deutsche Soziologin, Haushaltsökonomin und politische Beamtin
- Uto J. Meier (* 1955), deutscher katholischer Theologe

### V
- Viktor Meier (1929–2014), Schweizer Journalist
- Volchart Meier (1761–1811), Bremer Jurist und Senator
- Volker Meier (1932–1993), deutscher Maler und Grafiker
- Volker Meier (Ministerialbeamter) (* 1969), deutscher Ministerialbeamter

### W
- Walter Meier (Maler) (1921–1985), Schweizer Maler
- Walter Meier (Entomologe) (1926/1927–1988), Schweizer Agronom und Insektenforscher
- Walter Meier (Leichtathlet) (1927–2017), deutscher Leichtathlet
- Walter Meier (Politiker) (* 1960), Schweizer Politiker (EVP)
- Walter Meier-Arendt (* 1938), deutscher Prähistoriker
- Walter Meier-Bitsch (auch Walther Meier-Bitsch; 1894–1952), Schweizer Maler
- Walter M. Meier (Walter Max Meier; 1926–2009), Schweizer Kristallograph
- Walther Meier (1898–1982), Schweizer Germanist und Gründer des Manesse Verlags
- Waltraud Meier (* 1956), deutsche Opernsängerin (Mezzosopran, Sopran)
- Werner Meier (Politiker) (1916–2007), Schweizer Politiker (SP) und Gewerkschafter
- Werner Meier (Fußballspieler) (* 1929), deutscher Fußballspieler
- Werner Meier (Künstler) (* 1943), Schweizer Maler
- Werner Meier (Leichtathlet) (* 1949), Schweizer Langstreckenläufer
- Werner Meier (Autor) (* 1952), deutscher Autor
- Werner Meier (Kabarettist) (* 1953), deutscher Kabarettist, Komponist, Autor und Verleger
- Werner Meier (Pädagoge) (* 1956), Schweizer Maler, Zeichner und Pädagoge
- Wilhelm Meier (Mediziner) (1785–1853), deutscher Generalstabsarzt
- Wilhelm Meier (Theologe) (1870–1912), Schweizer Theologe, Gründer der St.-Anna-Schwestern (Luzern)
- Wilhelm Meier (Bildhauer) (1880–1971), Schweizer Bildhauer
- Wilhelm Meier (Politiker) (1887–1957), deutscher Politiker (SPD)
- Wilhelm Meier (Ingenieur) (1895–nach 1979), deutscher Ingenieur
- Wilhelm Meier (1907–1979), deutscher Leichtathlet, siehe Willi Meier
- Wilhelm Meier-Jobst (1842–1916), deutscher Landwirt und Politiker (FVp), MdR
- Wilhelm Meier-Peithmann (* 1940), deutscher Ornithologe
- Willy Meier (1946–1998), Schweizer Tiermediziner, Pathologe und Hochschullehrer
- Willy Meier-Pauselius (1895–1965), deutscher Violinist und Gitarrist
- Woldemar Meier (1909–1987), Schweizer Gärtner
- Wolfgang Meier (Landwirt) (1878–1945), deutscher Landwirt und Widerstandskämpfer
- Wolfgang Meier (Trainer) (1943–2025), deutscher Leichtathletiktrainer
- Wolfgang Peter Meier (1964–2022), deutscher Chemiker

### Y
- Yaël Meier (* 2000), schweizerische Schauspielerin und Journalistin

### Z
- Zacharias Meier (ca. 1550–1617), deutscher Kaufmann, Zollschreiber und Diplomat